# De bruiloft van Hugo
De bruiloft van Hugo is het eerste album in de reeks “De oorlog van de Sambers” en een prequel van Samber, de stripreeks van Yslaire. 

## Verhaallijn
De bruiloft van Hugo wordt gevierd in mei 1830 in La Bastide. Als de gasten weg zijn, blijkt al snel, dat dit huwelijk eerder een verstandshuwelijk is, waarbij Hugo Samber zijn naam geeft aan het ongeboren kind van zijn kersverse echtgenote, Blanche Dessang. Hugo trekt naar Mons, België om er de mijn van zijn schoonvader te bekijken. Daar ontmoet hij Horace Saintange, voorman in de mijn, bijgenaamd “de kapelaan”. Hugo Samber daalt op aanraden van Horace de mijn in om met eigen ogen de grauwe werkelijkheid te ontdekken. Na een instorting, waarbij enkele doden vallen, ontdekken Hugo en Horace een mijnschacht waarin diverse mensenschedels teruggevonden worden. 
Blanche is bij haar schoonouders achtergebleven, en al gauw blijkt, dat ze zich daar helemaal niet op haar gemak voelt. Haar schoonvader permitteert zich te veel. Of is hij misschien de echte vader van het ongeboren kind? Op een familiewandeling stort Blanche zich in een waterval naar beneden. Ze overleeft de val maar niet veel later beginnen de weeën. Hugo is ondertussen teruggekomen uit Mons en tot de verbijstering van zijn vader heeft hij besloten de mijn niet te verkopen, maar het schedelkerkhof in naam van de wetenschap verder te onderzoeken. 
Als de moeder Hugo komt melden, dat zijn echtgenote het leven heeft geschonken aan een dochter (Sarah Samber) kalmeren beide mannen. Aan het ontbijt begint de discussie over het al dan niet verkopen van de mijn opnieuw. Als Hugo Samber bij zijn standpunt blijft, jaagt zijn vader hem de deur uit. Hugo Samber verlaat met zijn gezin La Bastide en trekt naar Parijs waar hij intrek neemt in het familiehuis in de rue des Innocents. Op zekere avond krijgt hij het bezoek van Horace Saintange, “de kapelaan” van de mijn in Mons. Horace nodigt Hugo uit om naar een opera te gaan kijken, die in België zeer populair is : “De stomme van Portici”. Daar ziet Hugo voor de eerste maal Iris, de vrouw met de rode ogen. 